# Falmirowice
Falmirowice (dodatkowa nazwa w j. niem. Fallmirowitz) – wieś w Polsce, położona w województwie opolskim, w powiecie opolskim, w gminie Chrząstowice.

## Nazwa
Według niemieckiego językoznawcy Heinricha Adamy’ego nazwa wywodzi się od polskiego określenia "chwała". W swoim dziele o nazwach miejscowych na Śląsku wydanym w 1888 roku we Wrocławiu jako starszą od niemieckiej nazwy wymienia Chwalmirowice podając jej znaczenie "Herrlicher, gepries. Ort" czyli w języku polskim "Wspaniała, wychwalana miejscowość". Nazwa została później fonetycznie zgermanizowana na Fallmirowitz i utraciła swoje pierwotne znaczenie.
W alfabetycznym spisie miejscowości na terenie Śląska wydanym w 1830 roku we Wrocławiu przez Johanna Knie wieś występuje pod polską nazwą Fallmirowice oraz nazwą zgermanizowaną Fallmirowitz. 19 maja 1936 r. aby zatrzeć polskie pochodzenie nazwy w miejsce zgermanizowanej Fallmirowitz nazistowska administracja III Rzeszy wprowadziła nową, całkowicie niemiecką nazwę Fallmersdorf. 15 marca 1947 r. nadano miejscowości spolonizowaną nazwę Falmirowice wywiedzioną od nazwy zgermanizowanej. W wyniku wielu zmian nazw oraz historycznych procesów lingwistycznych obecna nazwa miejscowości nie ma związku z pierwotnym znaczeniem.

## Historia
Do głosowania podczas plebiscytu uprawnionych było w Falmirowicach 227 osób, z czego 212, ok. 93,4%, stanowili mieszkańcy (w tym 209, ok. 92,1% całości, mieszkańcy urodzeni w miejscowości). Oddano 223 głosy (ok. 98,2% uprawnionych), w tym 220 (ok. 98,7%) ważnych; za Niemcami głosowało 166 osób (ok. 74,4%), a za Polską 54 osoby (ok. 24,2%).

### Demografia
| Rok                | 1933 | 1939 | 2009 |
| Liczba mieszkańców | 463  | 523  | 414  |

(Źródła:.)